# 岡山県道56号湯原奥津線
岡山県道56号湯原奥津線（おかやまけんどう56ごう ゆばらおくつせん）は、岡山県真庭市と苫田郡鏡野町を結ぶ県道（主要地方道）である。

## 概要

### 路線データ
- 起点：岡山県真庭市禾津（国道313号交点）
- 終点：岡山県苫田郡鏡野町杉（国道179号交点）

## 歴史
- 1993年（平成5年）5月11日 - 建設省から、県道湯原奥津線が湯原奥津線として主要地方道に指定される[1]。

## 路線状況

### 重複区間
- 岡山県道65号久世中和線（苫田郡鏡野町富西谷）

## 地理

### 通過する自治体
- 真庭市
- 苫田郡鏡野町

### 沿線にある施設など
- 旭川
- 吉井川

### 交差する道路
| 交差する道路                        | 市町村名 | 市町村名 | 交差する場所   | 交差する場所 |
| ----------------------------------- | -------- | -------- | -------------- | ------------ |
| 国道313号                           | 真庭市   | 真庭市   | 禾津（いなつ） | 起点         |
| 岡山県道65号久世中和線 重複区間起点 | 苫田郡   | 鏡野町   | 富西谷         |              |
| 岡山県道65号久世中和線 重複区間終点 | 苫田郡   | 鏡野町   | 富西谷         |              |
| 岡山県道327号富東谷久世線           | 苫田郡   | 鏡野町   | 富東谷         |              |
| 国道179号                           | 苫田郡   | 鏡野町   | 杉             | 終点         |